# マリアンネ・フォン・ダールベルク
マリア・アンナ・ヘレーネ・ヨゼフィーネ・ケメラー・フォン・ヴォルムス、フライイン・フォン・ウント・ツー・ダールベルク（Maria Anna Helene Josephine Kämmerer von Worms Freiin von und zu Dalberg）、結婚後はマリアンネ・フォン・デア・ライエン（Marianne von der Leyen, 1745年3月21日 - 1804年7月10日）は、ドイツの帝国伯フランツ・カール・フォン・デア・ライエンの夫人。夫の死後、その領地ブリースカステルの摂政を長く務めた。

## 生涯
マインツ選帝侯の枢密顧問官フランツ・ハインリヒ・フォン・ダールベルク男爵の娘として生まれた。長兄にはマインツ選帝侯カール・テオドール・フォン・ダールベルクがいる。貴族の娘たちの入るムンステルビルゼン修道院の参事会員となった。1765年9月15日フランツ・カール・フォン・デア・ライエン伯爵に嫁ぐ。
1775年、30歳の時に夫を亡くし、わずか9歳の息子フィリップに代わって伯爵家の女家長となり、1791年まで婚家の家領ブリースカステルの摂政を務めた。伯爵家のその他の所領は、グラン川、ラーン川、モーゼル川の各河川の流域、現在のバーデン地方のあちこちに「ばら撒かれた藁のように」散らばっていた。マリアンネは領国の経済発展を推進し、社会福祉施設や文化施設、寡婦・孤児のための基金、自分の執筆した新聞を発行するための印刷所を設立・運営した。1786年には農奴制を廃止した。マリアンネの宮廷には、著述家ヨハン・ハインリヒ・ユンク＝シュティリンク、画家・建築家ヨハン・クリスティアン・フォン・マンリッヒらが出入りした。
1788年の息子フィリップの婚礼には莫大な費用を費やし、特に息子の新居としてフィリップスブルク城を建造したために財政難に陥り、自身が多額の負債を負うことになった。1791年に息子が親政を始めたものの、実質的には相変わらず母親のマリアンネが領国を差配し続けた。1793年5月14日、マリアンネはフランス革命軍の侵攻から命からがら逃れることに成功し、その逃避行の顛末を日記に書き残した。1804年に亡命先のフランクフルト・アム・マインで死去、遺体はホイゼンシュタムの聖ツェツィーリア教会霊廟に安置された。1981年8月28日、マリアンネの遺体は子孫の手でブリースカステル宮廷教会に移された。

## 子女
夫との間に1男2女。
- フィリップ・フランツ・ヴィルヘルム・イグナーツ・ペーター（1766年 - 1829年） - ライエン侯
- シャルロッテ・マリア・アンナ・ゾフィー・ヴァルプルギス（1768年 - 1832年） - 1799年エメリッヒ・フォン・シュタディオン伯爵と結婚
- マリー・ゾフィー・アントイネッテ・シャルロッテ・クラーラ（1769年 - 1834年） - 1789年フランツ・フィリップ・フォン・シェーンボルン＝ブーフハイム伯爵と結婚